# RESISTANCE (中島美嘉のアルバム)
『RESISTANCE』（レジスタンス）は、中島美嘉の1枚目のミニ・アルバム。

## 解説
1枚目のフルアルバム『TRUE』からわずか3ヶ月後に発売された。CDはデジパック仕様。20万枚完全限定生産。アナログ盤も発売された。
オリコンチャート1位を2週連続獲得した。
新曲が3曲であることと表題曲の「RESISTANCE」のオフヴォーカルが収録されていることなど、内容的にはマキシシングルに近い。これらの新曲3曲は全て2枚目のフルアルバム『LØVE』に収録された。
表題曲にある「白い天使の羽が…」というフレーズにちなんで、CDには白い羽が封入されていた。
「RESISTANCE」は2002年末の各音楽番組で披露された。ベスト・アルバム『BEST』にも収録されている。2006年・2007年にフジテレビ系ドラマ『翼の折れた天使たち』の主題歌に使用され、着うたチャートで上位に入るなどリバイバルヒットした。ミュージック・ビデオには本人と、モデルのジュニアが出演。
「LAST WALTZ」はアルバム『LØVE』や全国ツアー「MIKA NAKASHIMA concert tour 2004 "LØVE"」で最後を飾っている。

## 収録曲
1. RESISTANCE
  - 作詞：秋元康・中島美嘉／作曲：長岡成貢／編曲：COLDFEET
  - 明治製菓「ボーダ」CMソング
  - フジテレビ系ドラマ『翼の折れた天使たち』の主題歌
2. HEAVEN ON EARTH (EP Version)
  - 作詞：Kenn Kato & Lori Fine／作曲：Lori Fine／編曲：COLDFEET
3. aroma
  - 作詞：中島美嘉／作曲：五島良子／編曲：渡辺貴浩
4. LAST WALTZ
  - 作詞：中島美嘉／作曲：岡野泰也／編曲：清水信之
5. STARS (Live Unplugged)
  - 2002年3月10日 SHIBUYA-AX ライブ
6. RESISTANCE (Instrumental)

## アナログ盤の収録曲
Extended Version2曲とも未CD化ヴァージョンである。
- SIDE-A

1. RESISTANCE (Extended Version)
2. RESISTANCE (Instrumental)

- SIDE-B

1. HEAVEN ON EARTH (Extended Version) ※MVのヴァージョンと同じ
2. HEAVEN ON EARTH (Instrumental)